# 柄本弾
柄本 弾（つかもと だん、1989年9月26日 - ）は、日本の京都府出身のバレエダンサー。2008年に東京バレエ団に入団し、以後重要な役どころを多く踊った。2013年、同バレエ団のプリンシパルに昇格。

## 経歴
京都府京都市の出身。バレエを始めたのは5歳のときである。身長は184センチメートル。
2008年に東京バレエ団に入団し、以後『ラ・シルフィード』、『ザ・カブキ』などの主役を含め、重要な役どころを多く踊った。2012年には『ザ・カブキ』のパリ・オペラ座公演で主役の青年・由良之助を踊った。
2013年、同バレエ団のプリンシパルに昇格。日本人の男性ダンサーとして、モーリス・ベジャールの代表作『ボレロ』を踊ることを許された唯一の存在である。レパートリーは、古典バレエの諸作品からベジャール、フォーサイス、キリアンなどの近現代の作品まで幅広い。
2025年、第75回芸術選奨文部科学大臣賞受賞。

## 出演

### バラエティ・情報番組 ほか
- あさイチ「JAPA-NAVI うどんだけじゃない香川」（NHK総合、2019年10月24日）
- 美の壺「人と共に在る 馬」（NHK BSプレミアム、2023年3月3日）

### 語学番組
- 旅するフランス語（NHK Eテレ、2019年10月 - 2020年3月）